# 冨原芳彰
冨原 芳彰（ふはら よしあき、1921年6月5日 - 1988年1月26日）は、英文学者、筑波大学名誉教授。
静岡県御殿場市生まれ。1944年東京文理科大学英文科卒、兵役ののち、研究社入社、『英語青年』の編集にあたる。1959-1960年ハーヴァード大学に留学。一橋大学社会学部助教授、筑波大学教授、1979-1980年日本英文学会会長。1985年定年退官、大妻女子大学教授。1988年、在職中に心筋梗塞のため死去。
シェイクスピアが専門、福原麟太郎に師事した。しばしば富原芳彰と表記される。

## 著書
- シェイクスピア入門 研究社出版 1955 (研究社英米文学語学選書)
- 英語ものしり読本 研究社 1956 (基礎英語シリーズ）
- 英米の歴史と文学の話 英語を学ぶ人のために 文建書房 1956、増補版1980
- 英文の読み方 垂水書房 1958 (英語上達シリーズ）
- 英文を読むということ 垂水書房 1961 (英米文学語学選書）
- シェイクスピア試論 とくに悲劇について 研究社出版 1962
- 続 シェイクスピア試論 とくに悲劇について 研究社出版 1968
- シェイクスピアを考える 大修館書店 1973
- シェイクスピア 四大悲劇 英潮社出版 1977 (講座・イギリス文学作品論）
- シェイクスピア入門　研究社出版 1977

- 基本英語百科辞典 研究社辞書部 1964。編著
- 文学の受容　現代批評の戦略 研究社出版 1985。編著
- 講座　英米文学史5　劇Ⅰ 大修館書店 1987.3。笹山隆共著

## 翻訳
- 東洋の理想　岡倉天心　現代日本文学全集・筑摩書房、1958。のち同社の明治文学全集・近代日本思想大系に収録
  - 東洋の理想－特に日本美術について　ぺりかん社、1980／講談社学術文庫、1986
  - 岡倉天心コレクション ちくま学芸文庫、2012
- ヴィーナスとアドーニス　シェイクスピア　アポロン社 1958
- タイタス・アンドロニカス　シェイクスピア 世界古典文学全集 第43巻、筑摩書房 1966
- 詩の弁護 フィリップ・シドニー 研究社出版 1968。英米文芸論双書
- 批評の方法 1 現代文学批評 スタンレー・ハイマン 川口喬一共訳 大修館書房 1974

## 記念論集
- 文学の受容 現代批評の戦略 研究社出版 1985.5

## 参考
- 故冨原芳彰先生略歴 (冨原芳彰先生追悼号) 大妻女子大学英文学会「Otsuma review」1988-6